# Ricardo Madrazo
Ricardo de Madrazo y Garreta – hiszpański malarz.
Pochodził z rodziny o tradycjach artystycznych, jego dziadkiem był neoklasyczny malarz José Madrazo, ojcem Federico, a wujami Pedro i Luis Madrazo. Jego brat Raimundo i kuzyn Mariano Fortuny również zostali malarzami. Rodzina Madrazo była również spokrewniona z polskim malarzem Tadeuszem Kuntze, którego córka Izabela Kuntz Valentini była żoną José Madrazo.
Pod wpływem Mariano Fortuny zainteresował się tematyką orientalną, słynął z doskonałych portretów. Najważniejsze dzieła to: Marroquíes, Un mercado de Fez, Alto en una caravana árabe.